# Wola Zagrodnia
Wola Zagrodnia – wieś w Polsce położona w województwie mazowieckim, w powiecie szydłowieckim, w gminie Chlewiska. Ma status sołectwa.
Prywatna wieś szlachecka Wola Zagrodna, położona była w drugiej połowie XVI wieku w powiecie radomskim województwa sandomierskiego. W latach 1975–1998 miejscowość administracyjnie należała do województwa radomskiego.
Na początku XVI wieku wieś Zagrodna Wolya była własnością Chlewickich herbu Odrowąż. 
Wierni Kościoła rzymskokatolickiego należą do parafii św. Stanisława w Chlewiskach.